# Поправки Лозового
Поправки Лозово́го — низка змін до Кримінального процесуального кодексу України, запропонованих народним депутатом України Андрієм Лозовим і внесених 2017 року.
Зміни були скритиковані майже всіма суб'єктами кримінального процесу (суддями, слідчими, прокурорами, адвокатами), науковцями та загалом розглядаються як підривні для правосуддя в кримінальних справах, спрямовані на перешкоджання притягненню винних до відповідальності перш за все в корупційних злочинах.
На даний час поправки Лозового частково скасовані.

## Обставини прийняття
3 жовтня 2017 року Верховна Рада України ухвалила в цілому Закон «Про внесення змін до Господарського процесуального кодексу України, Цивільного процесуального кодексу України, Кодексу адміністративного судочинства України та інших законодавчих актів», метою якого стала необхідність запуску нового Верховного Суду, що вимагало приведення процесуальних кодексів у відповідність до Конституції України та Закону України «Про судоустрій і статус суддів».
Водночас, ним було внесено зміни і до Кримінального процесуального кодексу України: не лише в частині касаційного розгляду кримінальних проваджень, але й такі, що суттєво вплинули на порядок здійснення досудового розслідування.
Під час розгляду парламентом відповідного проєкту Закону до нього було запропоновано 140 пропозицій. Найсуперечливішою зміною, прийнятою Верховною Радою, стала пропозиція № 109, автором якої є народний депутат України Андрій Лозовой — так звана «поправка Лозового». Журналісти вважають, що в процесі її внесення були допущені порушення Регламенту.
Андрій Сергійович Лозовой був народним депутатом України VIII скликання від Радикальної партії Олега Ляшка. На момент подання поправки він підозрювався в ухилянні від сплати податків. Так, у червні 2017 року Генеральний прокурор Юрій Луценко передав до Верховної Ради подання Спеціалізованої антикорупційної прокуратури про зняття депутатської недоторканності з Андрія Лозового, мотивоване тим, що депутат занизив суму оподаткованого доходу на 8 622 647,4 грн, що призвело до несплати до бюджету податку на доходи фізичних осіб у розмірі 1 717 221,4 грн та військового збору в розмірі 129 339,71 грн.
Національне антикорупційне бюро звернулося до Президента Петра Порошенка з проханням накласти вето на закон, проте цього не сталося. Поправки набрали чинності 15 березня 2018 року.

## Зміст
А) Експертизи в кримінальному провадженні проводяться за рішенням слідчого судді (зміни до статей 242‐244 КПК).
Це стосується будь-яких експертиз, як загального спрямування, наприклад судово-медичних, так і спеціального — для окремих видів злочинів. Раніше усі експертизи призначалися сторонами кримінального провадження самостійно.
Б) Запроваджено монополію на проведення експертиз у кримінальному провадженні в державних установах (зміни до статті 7 Закону України «Про судову експертизу»).
До того часу кожна зі сторін кримінального провадження мала право звернутись із постановою про призначення експертизи як до приватних експертних установ / експертів, так і до державних.
В) Змінено систему обчислення строків у кримінальному провадженні (зміни до статті 219, § 4 глави 24 КПК):
- обчислення строків розслідування розпочинається з моменту внесення відомостей про кримінальне правопорушення до Єдиного реєстру досудових розслідувань. Раніше воно розпочиналося з моменту повідомлення особі про підозру у вчиненні кримінального правопорушення;
- строк між внесенням відомостей до ЄРДР та повідомленням особі про підозру складає 6 місяців для кримінального проступку, 12 місяців для злочинів невеликої або середньої тяжкості, 18 місяців для тяжких або особливо тяжких злочинів. Раніше у КПК не існувало строку розслідування до моменту повідомлення особі про підозру. Лише внаслідок спливу строків давності притягнення до кримінальної відповідальності, передбачених статтею 49 Кримінального кодексу України, з'являлася необхідність закриття кримінального провадження. Строки досудового розслідування до повідомлення особі про підозру можуть необмежену кількість разів продовжуватись. Для продовження строків прокурор або слідчий за погодженням із прокурором повинні звернутись до слідчого судді з відповідним обґрунтуванням.

Г) Запроваджено можливість скасування повідомлення про підозру за ухвалою слідчого судді після двох місяців із дня такого повідомлення (зміни до статей 303, 307 КПК).
Раніше можливості скасування повідомлення про підозру не існувало.
Ґ) Клопотання про застосування заходів забезпечення кримінального провадження (наприклад, доступ до речей і документів, арешт майна) та про обрання запобіжних заходів потрібно подавати до суду за місцем реєстрації органу досудового розслідування як юридичної особи (зміни до статей 132, 184 КПК).
Раніше клопотання подавались за фактичним місцезнаходженням органу досудового розслідування.

## Оцінки впливу
Якщо закон читати буквально, порядок отримання дозволів для видачі тіл померлих для поховання мав зазнати суттєвих змін. Оскільки тіло морг приймає лише з постановою судово-медичної експертизи, слідчий повинен щоразу звертатися до суду, отримувати ухвалу суду про призначення експертизи і тільки після отримання ухвали передати тіло в морг. Йдеться про близько 150 тисяч рішень на рік, які до того приймалися слідчими.
Крім того, внаслідок змін слідчі повинні були звертатися з клопотаннями про надання дозволу на обшук, арешт майна і про призначення експертизи до суду не за місцем знаходження свого органу досудового розслідування, а до суду в обласний центр.
Усе це мало призвести до безпрецедентної перевантаженості судів та слідчих, увесь робочий час яких мав витрачатися на штампування формальних папірців та поїздки з районів до обласних центрів. У цілому висловлювалися занепокоєння про ймовірність колапсу судової і правоохоронної системи.
Водночас це положення фактично було чинним тиждень і скасоване Законом № 2367‐VIII від 22 березня 2018 року.
Зміни щодо порядку призначення експертиз критикуються як такі, що суперечать задекларованому принципу змагальності в кримінальному провадженні. Такі зміни у сукупності з новою підставою для залучення експерта судом із власної ініціативи за наявності «достатніх підстав» порушують принцип безсторонності суду. Адже тепер суд фактично бере участь у досудовому розслідуванні та прийматиме рішення щодо ходу та тактики розслідування.
Передбачуваним наслідком монополізації державними експертними установами експертиз є збільшення корупційних ризиків, адже вибір місця проведення експертизи значно звужується і можливість незаконного впливу на установу зростає. Також це впливає на строк проведення експертиз: учасники кримінального провадження будуть роками чекати на висновки експертів із державних установ.
Нові правила обчислення строків досудового розслідування означають, що слідчий зобов'язаний закрити кримінальне провадження в разі завершення встановлених строків і невручення повідомлення про підозру особі, незалежно від того чи було проведене повне досудове розслідування. Це може спровокувати початок чисельних відмов у реєстрації заяв про вчинення кримінального правопорушення, якщо підозрюваний не затриманий «по гарячих слідах». Розслідування складних корупційних схем із виведення коштів, здобутих злочинним шляхом, за кордон, може тривати значно довше одного року.
Нові правила продовження строків досудового розслідування судом називають нелогічними і незрозумілими. Завжди є можливість, що суд не продовжить строки, а винний уникне відповідальності.
Можливість скасування повідомлення про підозру піддавалася сумніву окремими адвокатами як фактично непотрібна для ефективного захисту.
Висловлювалися припущення, що катастрофічне скорочення строків розслідування призведе до закриття багатьох великих резонансних справ — наприклад, справ Майдану, справи про вбивство журналіста Павла Шеремета.
За наслідками першого року дії поправок правники-експерти виявили такі наслідки реформи:
- Оскільки для розслідування економічних злочинів потрібно значно більше часу, аніж вказано у КПК після відповідних правок, розслідування корупційних справ не вкладається у строки.
- Правки деформували роль слідчого судді та надали йому повноваження, які не узгоджуються з його загальновизнаною роллю.
- Через монополію на проведення експертиз суттєво затягуються справи. Це порушує змагальність сторін та право на захист, адже особа не може залучити спеціалістів з експертної установи, якій довіряє[15].

|  | Чинна система розбалансувала кримінальний процес і шкодить інтересам насамперед потерпілих від кримінальних правопорушень, які не можуть бути впевнені у відновленні справедливості шляхом притягнення до відповідальності їхніх кривдників через складні процесуальні правила, що суперечать здоровому глузду. |

### Закриті справи
У другій половині 2022 року перша інстанція Вищого антикорупційного суду закрила три кримінальні провадження НАБУ-САП з багатомільйонними ймовірними збитками державі: це справи Укрзалізниці, ТЕЦ братів Дубневичів та Ощадбанку. Підстава — закінчення строку розслідування.
У справі про заволодіння 9,2 млрд грн ПриватБанку двоє суддів ВАКС дійшли різних висновків щодо спливу строків досудового розслідування. З одного боку, зміни Лозового не мають зворотної дії в часі та застосовуються до справ, початих після введення в дію цих змін. Однак, закон не регулює ситуацій об'єднання кримінальних проваджень, які з'явилися як до, так і після змін.
Справу Татарова закрили 21 квітня 2022 року, оскільки слідчий суддя відмовився продовжувати строки слідства. Вищий антикорупційний суд також закрив перший епізод справи «Роттердам+» (хоча ухвала про закриття справи «Роттердам+» згодом скасована апеляцією) та справу так званого «короля контрабанди» Вадима Альперіна. Збитки держбюджету по цих справах складають 19 млрд 77 млн грн.

### Позиція Верховного Суду
У лютому 2022 року Касаційний кримінальний суд Верховного Суду постановив, що навіть якщо справу відкрили до введення в дію «поправок Лозового» 15 березня 2018 року, її теж можна закрити після закінчення строків розслідування. Також, 31 жовтня 2022 року Об'єднана палата Касаційного кримінального суду ВС вирішила, що якщо дві справи об'єднують і в одній із них досудове розслідування почалося після введення в дію «поправок Лозового», то всю справу теж можна повністю закривати.
Очільник Центру протидії корупції Віталій Шабунін прокоментував: «Верховний суд надав „поправкам Лозового“ зворотної дії в часі, тоді як у законі чітко зазначено, що ці норми, включно з можливістю закрити справу за строками, поширюються лише на справи, відкриті після введення в дію цих поправок».

## Поступове скасування
Напередодні введення поправок у дію Верховна Рада провалила законопроєкт зі змінами до кримінального судочинства, що скасували б їх чинність.
Найбільш шкідливі положення щодо експертиз діяли фактично тиждень та були скасовані Законом № 2367‐VIII від 22 березня 2018 року.
4 жовтня 2019 парламент ухвалив законопроєкт про часткове скасування поправок Лозового, проте залишив у силі обмеження строків досудового розслідування та право оскаржувати підозри. Зміни мали на меті виконання позитивних обов'язків держави з розслідування злочинів, на що неодноразово вказував ЄСПЛ.
23 серпня 2023 ухвалено закон, що врегульовує терміни розслідування воєнних злочинів. Згідно з ним, строк досудового розслідування з моменту внесення відомостей про кримінальне правопорушення до Єдиного реєстру досудових розслідувань або винесення постанови про початок досудового розслідування до дня повідомлення особі про підозру не обчислюватиметься у кримінальних провадженнях щодо воєнних злочинів та злочинів геноциду. Крім того, зміни розширюють строки розслідування злочинів під час воєнного стану.
В опублікованому 8 листопада 2023 року звіті про прогрес України щодо вступу до ЄС, Єврокомісія однією з умов, які Україна має виконати у найближчий рік, позначає «переглянути Кримінальний процесуальний кодекс і Кримінальний кодекс, щоб забезпечити більшу ефективність і результативність у справах про корупцію високопосадовців, напр. шляхом запобігання процесуальним затягуванням». Це розуміється як вимога скасувати поправки Лозового.
Посли країн «Великої сімки» (G7) у листі до спікера Ради Руслана Стефанчука зазначили про необхідність скасувати у Кримінальному процесуальному кодексі обмеження щодо строків досудового розслідування до повідомлення про підозру, «щоб запобігти передчасному закриттю справ».
Петиція Віталія Шабуніна до Президента України про повне скасування поправок, розміщена 14 грудня 2023 року, набрала необхідні 25 тисяч підписів громадян всього за годину.
З 2024 року набрав чинності закон, що повністю прибирає строки досудового розслідування до повідомлення особі про підозру та обов'язок закриття справи у зв'язку з неповідомленням підозри у відповідні строки або їх спливу; усуває продовження строків слідчим суддею; постановляє обчислювати строки з моменту повідомлення особі про підозру, а не з моменту внесення відомостей до ЄРДР. Нові правила обчислення строків застосовуються до всіх проваджень, де досудове розслідування чи розгляд не завершено до 1 січня 2024 року.
Однак, зміни не торкнулися випадків закриття провадження, коли строк досудового розслідування закінчується після повідомлення особі про підозру.
Впливові антикорупційні діячі вважають, що повному скасуванню поправок перешкоджали чиновники Офісу Президента Зеленського на чолі з заступником керівника ОП Олегом Татаровим, чия справа про хабарництво була закрита на підставі цих же поправок.